# نظرية الأجيال

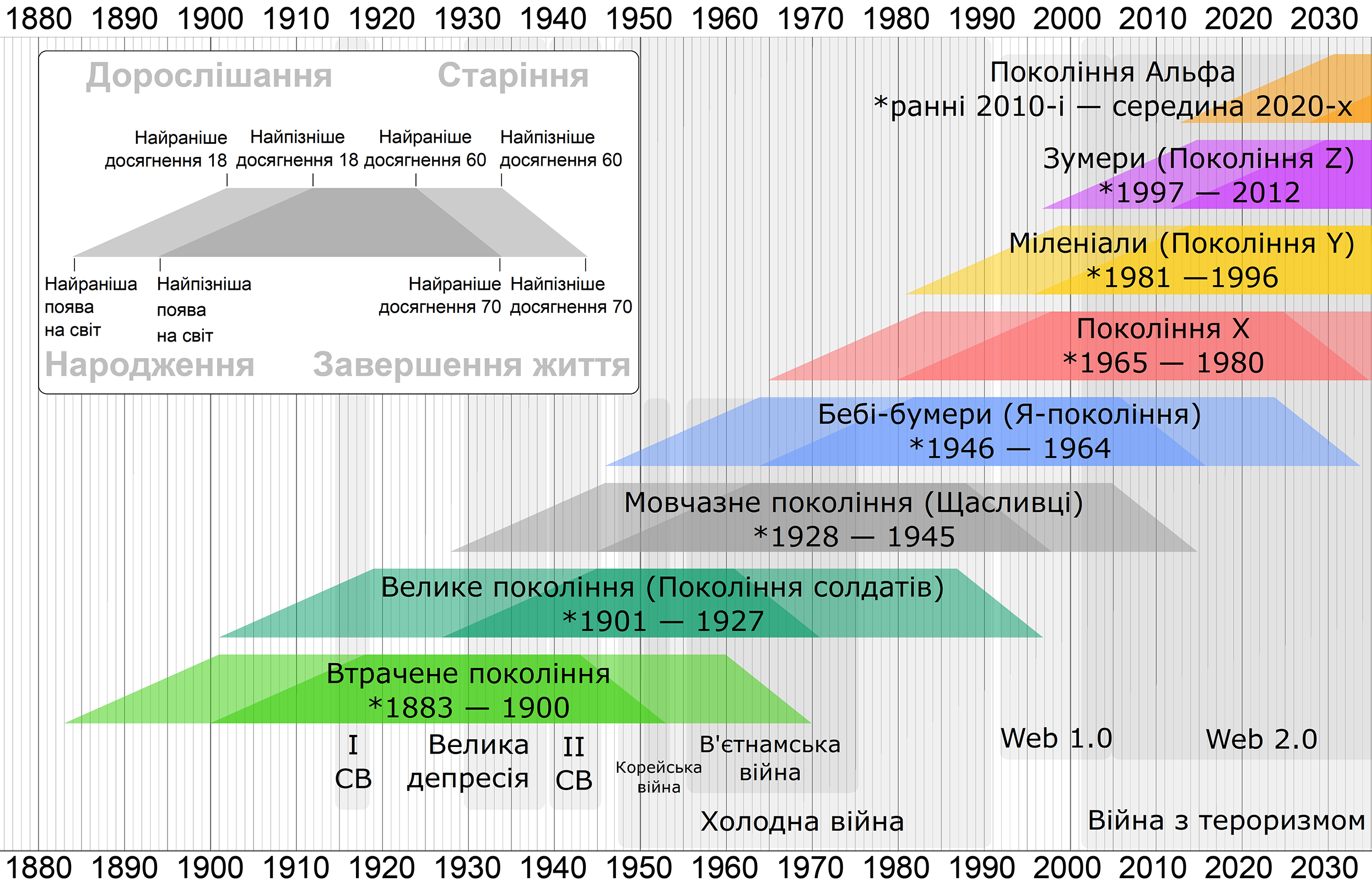
تسلسل الأجيال في العالم الغربي وفق نظرية الأجيال

نظرية الأجيال (أو علم اجتماع الأجيال) هي نظرية وضعها كارل مانهايم في المقال الذي كتبه عام 1923 بعنوان «مشكلة الأجيال» The Problem of Generations. وقد تم وصف هذا المقال باعتباره «الأكثر نظامية والمتطور بشكل كامل» بل وكذلك «العلاج النظري المبتكر من أجل الأجيال كظاهرة اجتماعية». وفقًا لنظرية مانهايم، فإن الأشخاص يتأثرون بشكل بارز بالبيئة الاجتماعية التاريخية (على وجه الخصوص، الأحداث الملحوظة التي يشاركون فيها بنشاط) التي تسيطر على شبابهم، مما يشكل، على أساس تلك التجربة، أجيالاً اجتماعية أصبحت بدورها عوامل للتغيير وتعطي فرصة لبروز أحداث تشكل الأجيال المستقبلية.

## النظرية
عرف مانهايم الجيل (لاحظ أن البعض اقترح أن المصطلح الجماعة أكثر صحة، لتمييز الأجيال الاجتماعية عن أجيال القرابة (الأسرة، المرتبطة بالدم)) كمجموعة من الأفراد ذوي الأعمار المتشابهة شهد أعضاؤها حدثًا تاريخيًا جديرًا بالملاحظة في غضون فترة زمنية معينة.
ووفقًا لمانهايم، فإن الوعي الاجتماعي ومنظور الشباب الذين يصلون إلى النضوج في وقت ومكان معينين (ما أطلق عليه مصطلح ""موقع الجيل") يتأثر بشكل ملحوظ بالأحداث التاريخية الرئيسية لهذا العصر (مما يجعل منهم «جيل في الواقع»). ورغم ذلك، فهناك نقطة أساسية مفادها أن هذا الحدث التاريخي البارز يجب أن يحدث ويجب أن يتضمن الأفراد في سن شبابهم (مما يشكل حياتهم، إذ أن التجارب اللاحقة ستميل إلى اكتساب مغزاها من تلك التجارب المبكرة)؛ فالمعاصرة الزمنية وحدها ليست كافية لإحداث وعي مشترك بين أبناء الجيل الواحد. لقد أكد مانهايم في الواقع على أنه ليس كل جيل سيطور وعيًا أصليًا ومميزًا. إذ أن نجاح أي جيل في تطوير وعي مميز يعتمد بدرجة ملحوظة على وتيرة التغير الاجتماعي ("سرعة التغيير").
ويشير مانهايم أيضًا إلى أن التغير الاجتماعي قد يحدث تدريجيًا، دون الحاجة لأحداث تاريخية بارزة، ولكن تلك الأحداث أكثر احتمالية للوقوع في الأوقات التي تشهد تغيرًا اجتماعيًا وثقافيًا سريعًا. وكذلك أشار مانهايم إلى أن أعضاء أي جيل يكونون مقسمين إلى طبقات داخليًا (حسب موقعهم وثقافتهم وطبقتهم وما إلى ذلك)، ومن ثم فقد ينظرون إلى الأحداث المختلفة من زوايا مختلفة ومن ثم فلا يكونون متجانسين بشكل كامل. وحتى مع فكرة «جيل في الواقع»، ربما تكون هناك صور مختلفة للاستجابة للموقف التاريخي المعين، ومن ثم يتم التقسيم حسب عدد من «الوحدات الجيلية» (أو «الأجيال الاجتماعية»).

## التطبيق
تم تطبيق نظرية مانهايم للأجيال لتفسير كيف ساهمت الأحداث التاريخية والثقافية والسياسية المهمة في أواخر الخمسينيات وأوائل الستينيات في توعية الشباب (المنتمين إلى جيل الطفرة) بمظاهر عدم المساواة المتفشية في المجتمع الأمريكي، مثل مشاركتهم مع الأجيال الأخرى في حركة الحقوق المدنية وأفسحت المجال لاعتقاد سائد بأن مظاهر عدم المساواة تلك يجب تغييرها بواسطة إجراءات فردية وجماعية. وقد دفع هذا أقلية مؤثرة من الشباب في الولايات المتحدة نحو تبني نشاط الحركة الاجتماعية. وعلى الجانب الآخر، فإن الجيل الذي وصل لسن النضوج في الجزء المتأخر من الستينيات والسبعينيات كان أقل مشاركة في نشاط الحركة الاجتماعية، وذلك، وفقًا لنظرية الأجيال، لأن أحداث هذا العصر كانت تؤدي بدرجة أكبر إلى توجه سياسي يؤكد على الإنجاز الفردي بدلاً من المشاركة في هذه الحركات الاجتماعية التي تطرح أسئلة حول الوضع الراهن.

## كتابات أخرى
- Karl Mannheim, “The Problem of Generations” in P. Kecskemeti ed, Essays on the Sociology of Knowledge by Karl Mannheim (New York: Routledge & Kegan Paul, 1952).